# Ben (album)
Ben is een muziekalbum van Michael Jackson dat uitgebracht is op 3 augustus 1972. Michael Jackson was destijds 13 jaar en het was zijn tweede soloalbum na Got to Be There, die hij zeven maanden daarvoor had uitgebracht. Hij was eveneens nog lid van The Jackson 5. 
Ben kwam in de top-10 van de albumlijst Billboard 200 terecht en er zijn miljoenen uitgaves van verkocht. Van het album is maar 1 nummer uitgebracht als single, te weten Ben. Everybody's Somebody's Fool zou de tweede single worden, maar is nooit uitgebracht.

## Nummers
| 1.                 | Ben                             | 2:44 |
| 2.                 | Greatest Show on Earth          | 2:48 |
| 3.                 | People Make the World Go 'Round | 3:15 |
| 4.                 | We've Got a Good Thing Going    | 2:59 |
| 5.                 | Everybody's Somebody's Fool     | 2:59 |
| 6.                 | My Girl                         | 3:08 |
| 7.                 | What Goes Around Comes Around   | 3:33 |
| 8.                 | In Our Small Way                | 3:39 |
| 9.                 | Shoo-Be-Doo-Be-Doo-Da-Day       | 3:21 |
| 10.                | You Can Cry on My Shoulder      | 2:39 |
| Totale duur: 31:31 |                                 |      |